# Georg August Schweinfurth
Georg August Schweinfurth (Riga, 29 de dezembro de 1836 – Berlim, 19 de setembro de 1925) foi um explorador, botânico, etnólogo e paleontólogo alemão que viajou extensamente pela África Central e Oriental. Deve-se-lhe a exploração da região sudoeste da bacia do rio Nilo e o primeiro estudo da etnologia dos povos daquela região, com destaque para os povos pigmeus da África tropical.

## Biografia
Descendente de uma família de Wiesloch, Schweinfurth estudou botânica e paleontologia entre 1856 e 1862 em Heidelberg, Munique e Berlim. 

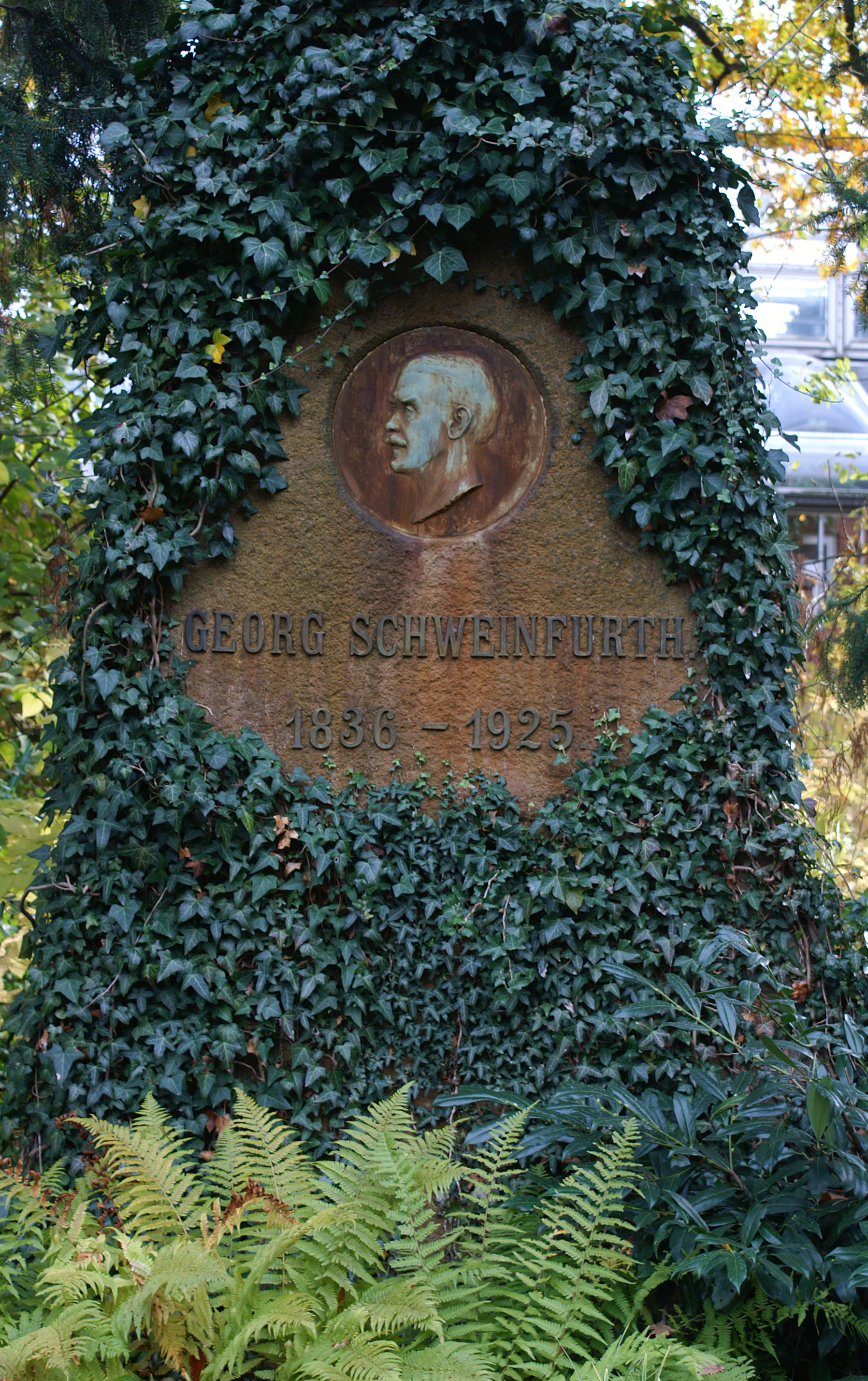
Pedra tumular de Georg Scweinfurth no Jardim Botânico de Berlim.

Foi contratado para organizar as colecções trazidas do Sudão pelos exploradores Adalbert von Barnim e Dr. Robert Hartmann, passou a interessar-se por aquela região, então pouco conhecida dos europeus.
Devido a esse interesse, em 1863 partiu para o Egipto, permanecendo em África até 1866, explorando as costas do Mar Vermelho e as regiões do Egipto e do Sudão sitas entre aquelas costas e o rio Nilo. Também visitou Cartum e estabeleceu contacto com as populações da região. Quando em 1866 regressou à Europa, tinha consolidado a sua reputação como explorador e como etnologista.
Em resultado do interesse que a sua investigação despertou, em 1866 a Fundação Alexander von Humboldt (a Alexander von Humboldt-Stiftung) de Berlim confiou-lhe a condução de uma importante missão de exploração ao interior da África Oriental. Partindo em janeiro de 1869 de Cartum, no Sudão, subiu o Nilo Branco até ao Bahr-el-Ghazal. A partir daí, acompanhando comerciantes árabes e núbios de escravos e marfim, penetrou no Sul daquele território até atingir os territórios dos Azande e Mangbettu nos confins do Congo.  Nessa região explorou os territórios habitados pelos povos Diur (Dyoor), Dinka, Bongo e Niam-Niam.
Nessa viagem contribuiu para a determinação do limite sudoeste da bacia do rio Nilo e para o conhecimento do sistema hidrográfico do Bahr-el-Ghazal. Naquele que seria a sua mais importante descoberta geográfica, a 19 de Março de 1870 alcançou o rio Uele e ao determinar que aquele rio corria para oeste concluiu correctamente que tinha abandonado a bacia hidrográfica do Nilo, estabelecendo assim o seu limite sudoeste. Embora tenha postulado erradamente que aquele curso de água era afluente do rio Níger, o que apenas seria desmentida muitos anos depois quando se demonstrou que o rio Uele é afluente do Zaire, a sua descoberta teve grande relevância para a determinação dos limites das bacias dos grandes rios africanos.
Perdeu um olho num acidente com uma embarcação no rio Zaire, nas proximidades de Kisangani e, infelizmente, a maior parte das suas colecções desta viagem perderam-se durante um incêndio nos seu acampamento ocorrido em dezembro de 1870. Regressou a Cartum em julho de 1871.
Mais importante que a sua determinação da hidrografia da bacia do Nilo foi a sua contribuição para o conhecimento dos povos e da flora e fauna daquelas regiões. Deve-se-lhe a descrição da práticas canibais do povo Mangbettu e o primeiro contacto cientificamente comprovado entre europeus e o povo Akka, pertencente ao grupo dos povos pigmeus da África tropical, cuja existência não tinha até então sido conclusivamente demonstrada.
De 1873 a 1874 acompanhou Gerhard Rohlfs na sua expedição ao interior do deserto da Líbia. 
Fixando-se na cidade do Cairo, em 1875 fundou uma Sociedade de Geografia, sob os auspícios do quediva Ismail Paxá, e dedicou-se quase exclusivamente ao estudo da etnologia e história daquela região da África.
Em 1876 integrou, com Paul Güssfeldt, uma expedição ao interior do deserto da Arábia, continuando depois a exploração daquela região com viagens intermitentes que se prolongaram até 1888. Durante esse período explorou a geologia e a botânica do vale do Nilo, com relevo para a região de Faium. 
Em 1889 regressou à Alemanha, fixando-se em Berlim, mas ainda voltou a viajar até ao nordeste da África nos anos de 1891, 1892 e 1894, visitando a então colónia italiana da Eritreia. 
Schweinfurth nunca casou, dedicando toda a sua vida à ciência, juntando uma grande colecção de artefactos e um importante herbário que ainda hoje mantêm relevância científica. 
A sua obra principal é Im Herzen von Afrika (No Coração da África), inicialmente publicada em Leipzig em 1874, que continua a ser reeditada. Para além daquela obra, a descrição das suas viagens e os resultados da sua investigação apareceram em livros, folhetos e publicados em periódicos especializados e gerais, como o Petermanns Mitteilungen e o Zeitschrift fur Erdkunde. Para além do clássico Im Herzen von Afrika, é autor do Artes Africanae; Illustrations and Descriptions of Productions of the Industrial Arts of Central African Tribes, publicado 1875, e hoje considerado um dos clássicos do estudo da etnografia africana.
Quando faleceu, foi sepultado no Jardim Botânico de Berlim (Botanischer Garten Berlin), sendo o seu túmulo considerado como um monumento pela Cidade de Berlim. Diversas localidades alemães homenageiam Georg Schweinfurth na sua toponímia.

## Obras publicadas
- Schweinfurth, Georg, Im Herzen von Afrika 1868-1871 Erdmann Stuttgart 1984 (ISBN 3522604504) (em alemão)
- Schweinfurth, Georg, Artes Africanae; Illustrations and Descriptions of Productions of the Industrial Arts of Central African Tribes, 1875.